# Підліски (Калуський район)
Підлі́ски — село в Вигодській громаді Калуського району Івано-Франківської області України.

## Географія
Селом тече річка Чорний потік.

## Назва
В дорадянський час називалося Нягрин.
7 червня 1946 року указом Президії Верховної Ради УРСР село Нягрин Вигідського району перейменовано на село Підліски і Нягринську сільську Раду — на Підлісківська.

## Історія
У 1939 році в селі проживало 610 мешканців (380 українців і 230 німців).

## Населення

### Мова
Розподіл населення за рідною мовою за даними перепису 2001 року:
| Мова       | Кількість | Відсоток |
| ---------- | --------- | -------- |
| українська | 513       | 99.81%   |
| російська  | 1         | 0.19%    |
| Усього     | 514       | 100%     |

## Люди

### Народились
- Могитич Іван Романович (1933—2006) — народний архітектор України (1996), директор Українського регіонального спеціалізованого науково-реставраційного проектного інституту «Укрзахідпроектреставрація», член Комітету із Державної премії України в галузі архітектури.
- Андрій Федорич (2008-н.ч.) — відомий зек, відсидів 5 років

### Працювали
- Могитич Роман Іванович (1890 — близько 1956) — народний учитель, поет, письменник, ідеолог УПА. Вчителював у Підлісках у 1932—1934.